# Hecyra tenebrioides
Hecyra tenebrioides är en skalbaggsart som först beskrevs av Olof Immanuel von Fåhraeus 1872.  Hecyra tenebrioides ingår i släktet Hecyra och familjen långhorningar.
Artens utbredningsområde är:
- Malawi.
- Moçambique.

Inga underarter finns listade i Catalogue of Life.